# Balneário Rincão
Balneário Rincão er en kommune i den sydlige delstat Santa Catarina, i Brasilien. 
28°50′04″S 49°14′10″V / 28.8344°S 49.2361°V